# ボロホロ山脈
ボロホロ山脈（ボロホロさんみゃく、中国語: 博罗科努山脈、カザフ語: Борохоро жотасы、英語: Borohoro Mountains）は、天山山脈の主要な支脈のひとつで、中国新疆ウイグル自治区にあり、その西端はわずかにカザフスタンに所属する。
この山脈は、一般的に西北西から東南東の方向に走っていて、東端はウルムチ市のすぐ南西にあり、そこで天山山脈の主脈に合流している。中国とカザフスタンの国境近くの西端ではジュンガル・アラタウ山脈（Dzungarian Alatau）になる。
ボロホロ山脈は、北のジュンガル盆地と南のタリム盆地を分けている。ボロホロの北斜面から流れる川は、北へエビ湖またはマナス湖に向かって流れる。南斜面で流れ出る川は、カザフスタンのバルハシ湖に流れ入るイリ川に向かって流れる。
新疆ウイグル自治区のイリ・カザフ自治州とボルタラ・モンゴル自治州の境界はボロホロ山脈に沿っている。

## 参照項目
- 天山山脈
- サリム湖